# Vangelis
Evángelos Odysséas Papathanassíou /eˈvaɲɟelos oðiˈseas papaθanaˈsi.u/, más conocido como Vangelis /vaɲˈɟelis/ (Volos, 29 de marzo de 1943-París, 17 de mayo de 2022), fue un compositor griego de música electrónica, orquestal, ambient, new age y rock progresivo. Entre sus obras más conocidas se destacan las bandas sonoras originales de las películas Carros de fuego (ganadora del Oscar a la mejor banda sonora en 1981), Blade Runner (1982) y 1492: La conquista del paraíso (1992).
Su música se caracteriza por la amalgama entre los sonidos procesados propios de los sintetizadores analógicos primero, con equipamientos digitales luego, junto a instrumentos acústicos, voces solistas, coros también, para crear atmósferas envolventes, climáticas, con un amplio abanico que abarca desde sonidos y arreglos propios de sus raíces folclóricas, además de arreglos corales y orquestales, pasajes percusivos, donde su riqueza tímbrica no se reduce a un ritmo enérgico repetido. La diversidad y complejidad de su discografía hace difícil su catalogación y resulta también considerado por la crítica como uno de los pioneros de la vanguardia de la música electrónica que aconteció a mediados de los años 1970.
Aunque algunos de sus trabajos más conocidos pertenecen al mundo de la música de cine y televisión gracias a su amplia difusión, también ha logrado reconocimiento por sus álbumes de estudio como Heaven and Hell, Albedo 0.39 o Spiral. Entre sus obras se encuentran, además, varias creaciones para obras de teatro: Elektra (1983), Medea (1992), Las troyanas (2001), The Tempest (2002), ninguna de éstas publicadas oficialmente. También ha compuesto para ballet: R. B. Sque (1983), Frankenstein: Modern Prometheus (1985) y The Beauty and the Beast (1986).
Desarrolló una carrera paralela como pintor realizando varias exposiciones internacionales. Pese a sus reservas a divulgar su vida privada, su aporte a diversos proyectos de interés cultural le afianzaron como una personalidad de considerable peso mediático especialmente en su Grecia natal.
En su honor la Unión Astronómica Internacional dio su nombre a un asteroide: el (6354) Vangelis. Así también recibieron el nombre del compositor calles en Jerez de la Frontera, España, y en Christchurch, Nueva Zelanda.

## Carrera

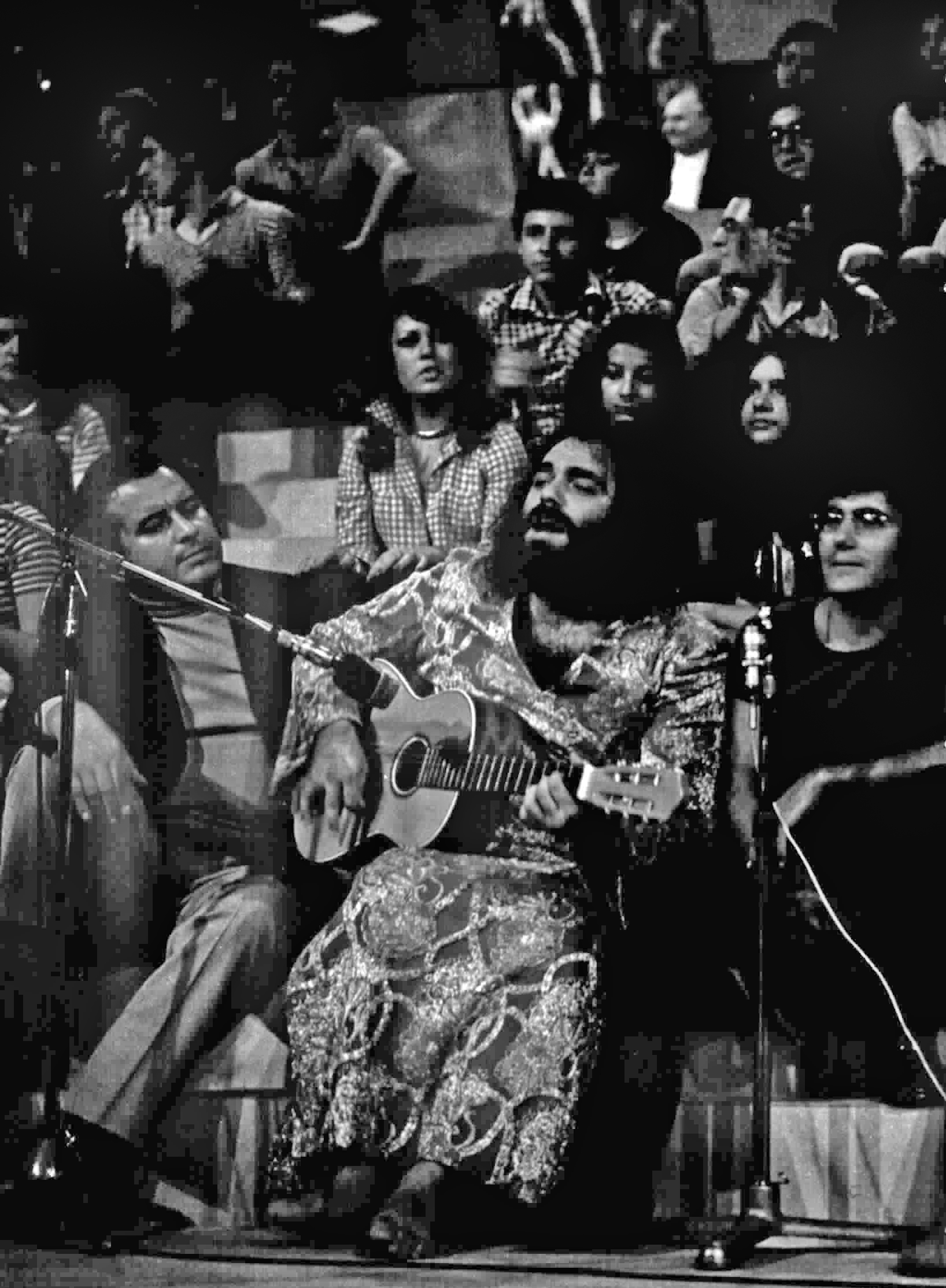
Junto a Lucas Sideras y Demis Roussos (en la foto) Vangelis formó parte del influyente grupo Aphrodite's Child

La posición acomodada de la familia Papathanassiou hizo que él, quien ya realizaba pequeños conciertos con sus propias composiciones a los seis años de edad, fuese uno de los primeros poseedores de un sintetizador en Grecia. Tenía un hermano, Nikos y dijo que su padre Odiseo era un "gran amante de la música" y su madre se había formado como soprano. A los 12 años, desarrolló interés en el jazz y el rock y desde los 15 comenzó a formar bandas escolares. Debuta en 1963 en el mercado discográfico como tecladista del grupo The Forminx, compuesto con tres amigos del colegio, y una de las muchas bandas juveniles que se formaron a mediados de los sesenta para seguir la estela musical y estética de The Beatles.
En 1966 Vangelis tiene la oportunidad de realizar la banda sonora de 5.000 psemmata (5.000 mentiras) una comedia del director Giorgos Konstadinou.
Más tarde entró a formar parte de la banda de rock progresivo y pop psicodélico Aphrodite's Child, junto a su primo Demis Roussos en bajo y voz, y Lucas Sideras en batería. El trío consiguió notables éxitos -sobre todo en Europa- con canciones como «It's five o'clock», «Spring, summer, winter and fall», «Rain and tears», «I want to live» y «Let me love, let me live». Aphrodite's Child publicaron tres álbumes de estudio: End Of The World (1968), It's Five O'Clock (1969) y, el más destacado, 666 (The Apocalypse of John, 13/18) (1972). Se trató de un doble vinilo conceptual sobre el Apocalipsis de San Juan que por un lado les vale el reconocimiento de la crítica como pioneros del rock sinfónico y, por otro, la censura en algunos países debido a los supuestos mensajes satánicos y/u obscenos que contendría dicha obra. En uno de los temas la actriz Irene Papas grita repetidamente una frase ambigua, en una mezcla de éxtasis alucinógeno y orgásmico, y el segundo vinilo concluye con la frase "do it" (lit. "hazlo"), que fue suprimida en Estados Unidos. 666 es considerado como uno de los álbumes más influyentes de su época y todo un hito de la música conceptual, alabado, entre otros, por el pintor Salvador Dalí.
El rumbo experimental impuesto en este último disco por él, espina dorsal del grupo, trae como resultado su disolución para afrontar nuevas experiencias. A partir de este momento el tecladista iniciará una peregrinación por las principales capitales culturales europeas que le llevará a grabar varios álbumes en ciudades como París o Londres, llegando a construir en la segunda sus propios estudios de grabación, a los que bautiza como Nemo Studios.
Es en esta época cuando publicó varios sencillos bajo pseudónimo, tal vez tanteando la reacción del público ante el sonido que podría adoptar para su carrera como solista, o quizá utilizando estas incursiones como una forma de dar salida a facetas poco conocidas de su creatividad en lo que a amplitud de géneros se refiere, sin comprometer con ello su imagen ante sus seguidores.

#### 1970-1980

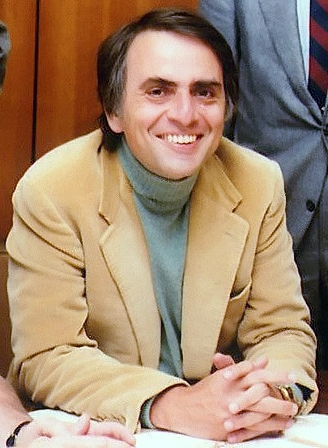
La inclusión de la música de Vangelis en la serie Cosmos: Un viaje personal de Carl Sagan (en la foto) fue decisiva para la popularización del artista a nivel global

Antes de que la banda Aphrodite's Child se disolviera Vangelis ya había publicado un primer álbum como solista, titulado Sex Power (1970), banda sonora de la película homónima dirigida por Henry Chapier, para quien también compondría la música de su filme Amore (1974).
Tras este primer trabajo grabó varias sesiones de improvisación de jazz rock con músicos ingleses, que —aunque son piezas interesantes— serían publicadas años más tarde sin el permiso del artista que afirma no considerarlos representativos de su estilo. Hypothesis, el primero de ellos publicado por primera vez en 1978, es un experimento de jazz electroacústico. The Dragon, el segundo también publicado en 1978, se trata de una pieza de rock progresivo con un mayor grado de intencionalidad. Estos dos discos, usualmente considerados no oficiales, serían retirados del mercado tras el juicio entablado y ganado por Vangelis a la compañía editorial (Affinity).
Por otra parte en álbumes siguientes como Fais que ton rêve soit plus long que la nuit (1972), un poema sinfónico en dos movimientos sobre las revueltas de mayo de 1968 en París, o el álbum Earth (1973), el músico incursiona nuevamente en el rock progresivo, al tiempo que propone —en Earth— una fusión de música rock con el folclore mediterráneo, un camino por el que no transitaría en sus siguientes creaciones.
Durante mediados de la década de 1970 estuvo especialmente ocupado en la composición de varias bandas sonoras para películas independientes, como el filme franco-mexicano Entends-tu les chiens aboyer? (1975), posteriormente publicado con el título de Ignacio (1977), dirigido por François Reichenbach sobre el texto de Juan Rulfo ¿No oyes ladrar a los perros?, o La Fête Sauvage (1976), documental sobre la naturaleza dirigido por Frederic Rossif. También junto a Rossif destaca en esta época la música para la serie documental de televisión L'Apocalypse des animaux (1973), trabajó enmarcado en la larga lista de colaboraciones que Vangelis ha llevado a cabo con el director galo y que incluyen obras como George Mathieu ou la fureur d'être (1974), Pasteur le Siècle (1987) o De Nuremberg a Nuremberg (1989). L'Apocalypse des animaux supuso su primer éxito en listas de ventas como artista en solitario.
Entre los años 1975 y 1980, afianzó su particular sonido mediante una serie de álbumes que, en muchos casos, surgen como evolución lógica unos de otros, y que lo ubican decididamente como pionero de la música electrónica y la new age. Heaven and Hell (1975) se destaca —al igual que los siguientes— como un álbum conceptual, en este caso con múltiples piezas corales ensambladas en dos largas suites, que ofrece un sonido cercano al de la música clásica en la primera cara del vinilo que concluye con el tema vocal «So Long Ago, So Clear» interpretado por Jon Anderson. La segunda cara contiene composiciones más experimentales.
Albedo 0.39 (1976) constituye una de las obras más conocidas de la llamada "música cósmica", fluyendo entre pasajes de rock progresivo y movimientos de vanguardia electrónica, y con un sonido más espontáneo y minimalista que el de Heaven and Hell. En España se utilizó durante años uno de sus temas, «Pulstar», como sintonía para los espacios informativos radiofónicos de Cadena Cope. No en vano se vio a menudo ligado al mundo de la ciencia ficción, no solo por esta clase de sonido "espacial" que desarrolla en algunos álbumes, sino también por su participación en Blade Runner, en la serie Cosmos y en proyectos con la NASA o la Agencia Espacial Europea. El autor de 2001, Arthur C. Clarke le agradeció, además, su inspiración para la novela 2010: Odisea dos.
A la misma época pertenecen otros álbumes como el comercial Spiral (1977), que contiene el clásico «To the unknown man», junto a otras piezas electrónicas muy versionadas desde entonces como «Dervish D». Beaubourg (1978), hermético, envolvente y extremadamente provocador en su aparente ausencia de melodías o esquemas rítmicos, o China (1979) y Opera Sauvage (1979), ambos con abundancia de temas cortos y melódicos, fácilmente accesibles para el público general sin que por ello se renuncie a la búsqueda de profundidad artística. De estos dos últimos álbumes destacan, entre otros, los temas «Himalaya» y «Rêve». Cabe destacar que la película dirigida por Peter Weir The Year of Living Dangerously (1982) adopta la pieza «L'enfant», incluida en Opera Sauvage, como su tema principal aunque el resto de la banda sonora está compuesta por Maurice Jarre.

#### 1980-1990

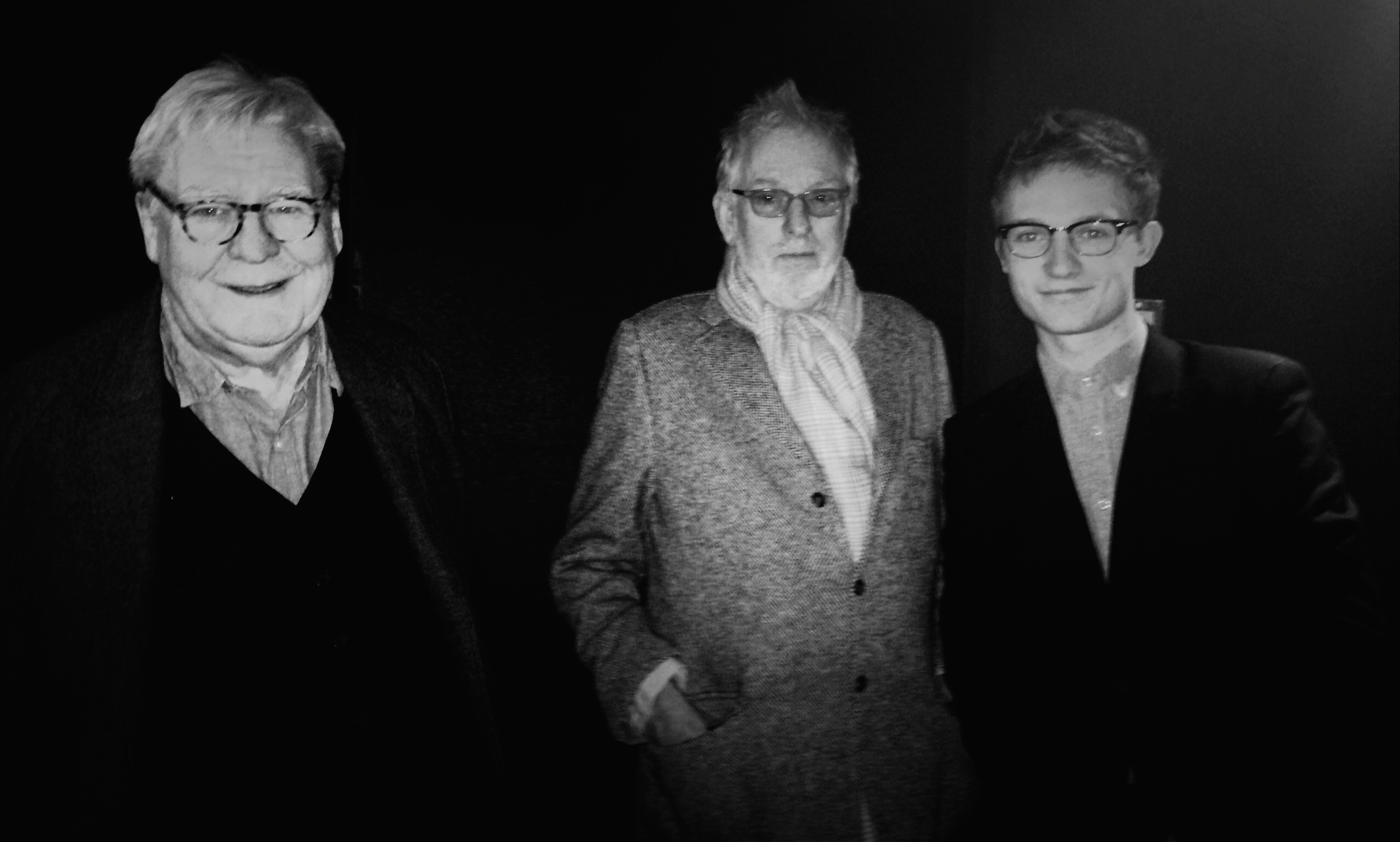
Hugh Hudson (en el centro en la foto) director de Carros de Fuego por cuya banda sonora obtuvo su primer premio Oscar en 1982

En 1980 se edita el álbum See You Later, arriesgada reflexión sobre el convencionalismo de la vida cotidiana en la sociedad actual, abordada en algunos momentos con ademanes satíricos. Este álbum contiene una de las piezas emblemáticas del compositor griego, «Memories of Green», popularizada tras su inclusión como parte de la ambientación musical de la película Blade Runner. El disco había sido concebido en 1975, antes incluso de Heaven and Hell, pero su publicación fue postergada debido a conflictos con los derechos de autor de una poesía recitada en el mismo, algunas canciones fueron descartadas y se tuvieron que reorganizar las diferentes pistas.
La expansión y aceptación de su música a nivel comercial y crítico recibe un gran impulso gracias a la inclusión de varios temas de sus álbumes de los años setenta (Heaven and Hell, Ignacio...) en la exitosa serie televisiva Cosmos: Un viaje personal. La serie documental, creada por Carl Sagan, Ann Druyan y Steven Soter para PBS, abordaba el universo y el origen de la vida en la Tierra. Su impacto y difusión en la fecha de su estreno, y en sus posteriores redifusiones, fueron notables y contribuyeron a popularizar las obras del compositor griego.
En abril de 1982 consiguió, pero no recogió en la ceremonia, el Premio Óscar a la mejor banda sonora por la película Chariots of Fire, dirigida por Hugh Hudson, frente a otros compositores como John Williams y la partitura de Raiders of the Lost Ark. El contenido del álbum, tal y como sucederá con el resto de sus siguientes trabajos para el cine, no guarda relación estricta con las piezas utilizadas en la película: las piezas son reeditadas y reordenadas para crear una obra musical que funcione como álbum de estudio de cara a su escucha independiente. A menudo se tiene la sensación, mientras se visiona la película, que en ella se encuentran los temas del álbum parcialmente reinterpretados. También se incluyen en la película temas del griego, como «Hymne», compuesto para Opera Sauvage. En cualquier caso en las películas musicalizadas por Vangelis los temas utilizados en el montaje se corresponden exactamente con las versiones del álbum, con independencia de que en este haya temas inéditos o el orden de las piezas varíe.
Es interesante mencionar el método que utiliza el griego para musicalizar películas, ya que suele limitarse a improvisar en los teclados mientras visualiza los montajes provisionales que le facilitan los directores siguiendo una técnica de «creación directa». Varios cineastas han comentado su asombro ante su capacidad para crear piezas sobre la marcha que encajen perfectamente con sus escenas.

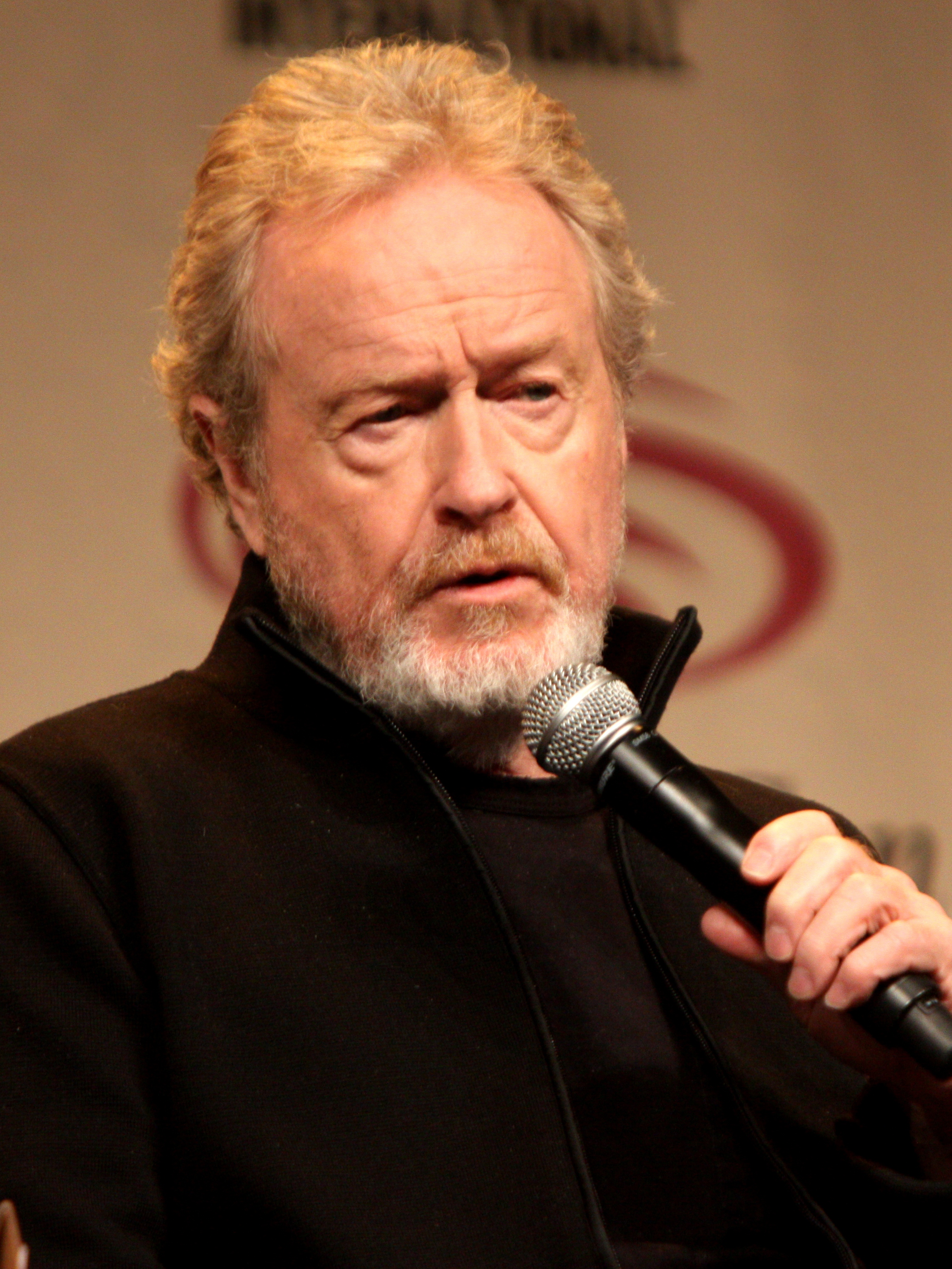
La banda sonora de la película de ciencia ficción Blade Runner, dirigida por Ridley Scott (en la foto) es una de las composiciones más populares de la trayectoria de Vangelis

A partir del momento de recibir el Oscar, y tal vez temiendo la posibilidad de quedar encasillado como músico de bandas sonoras, Vangelis decide no publicar comercialmente todos sus trabajos para el séptimo arte, decisión que solo ha sido quebrantada en contadas ocasiones. Entre los ejemplos de sus bandas sonoras inéditas se encuentran las partituras para las películas Missing dirigida por Costa-Gavras (1982) o The Bounty dirigida por Roger Donaldson (1984). Del documental de Frederic Rossif Sauvage et Beau sí se publicó el tema homónimo en el recopilatorio Portraits.
Su siguiente obra para la gran pantalla se convertirá la banda sonora de la película de ciencia ficción, controvertida en su estreno pero que con el tiempo derivó en título de culto: Blade Runner (1982) dirigida por Ridley Scott. El álbum se publicó en 1994, en una edición revisada si bien las ediciones piratas abundaron en este tiempo. Scott, en su faceta de director de anuncios para la televisión, ya había trabajado con música del griego. Aunque se contrató a Jerry Goldsmith, para suplir el retraso en el envío de la grabación requerida a Vangelis, finalmente esta es acoplada al montaje de la película antes del estreno oficial. Fue precisamente la presión de las fechas la que impidió al músico acudir a recoger el Oscar por Chariots of Fire. La partitura de Blade Runner se caracteriza por amalgamar música electrónica y étnica con sonidos del jazz y el blues, logrando ambientar el homenaje al cine negro desde un enfoque distópico que la película propone. El tema «Memories of Green», que ya apareció en el álbum See You Later, fue utilizado con posterioridad en otra película dirigida por Scott: Someone to Watch Over Me (1987).
El resto de los años ochenta estuvieron marcados por la alternancia de trabajos muy comerciales con otros más arriesgados, en los que Vangelis amplía sus registros musicales, obteniendo una respuesta irregular por parte de crítica y público. Ejemplos del primer tipo son Antarctica (1983), banda sonora para la exitosa película japonesa dirigida por Koreyoshi Kurahara, y Direct (1988) primer disco publicado con Arista su nueva compañía discográfica, y que presenta un sonido algo más aséptico y despersonalizado destacándose temas como «Elsewhere», «Ave» e «Intergalactic Radio Station».
Al segundo tipo de álbumes corresponden Soil Festivities (1984), con un carácter atmosférico y ambiental, e Invisible Connections (1985), primer disco publicado por el sello alemán de música clásica Deutsche Grammophon de un compositor procedente de la esfera pop dominado por su carácter atonal e indescifrable de la música culta contemporánea.
A medio camino entre ambas tendencias se encuentra Mask (1985), ambicioso en su sonoridad y accesible, por otra parte, para el público no iniciado. El álbum incluye sintetizadores, secuenciadores, coros y melodías fácilmente reconocibles. Este álbum influiría decisivamente en algunas de sus grabaciones más conocidas de la siguiente década, especialmente en Mythodea.
Desde el punto de vista discográfico, los años ochenta concluyen para Vangelis con la partitura nunca editada de Francesco (1989), película italiana dirigida por Liliana Cavani y protagonizada por Mickey Rourke y Helena Bonham Carter sobre la vida de San Francisco de Asís.

#### 1990-2000

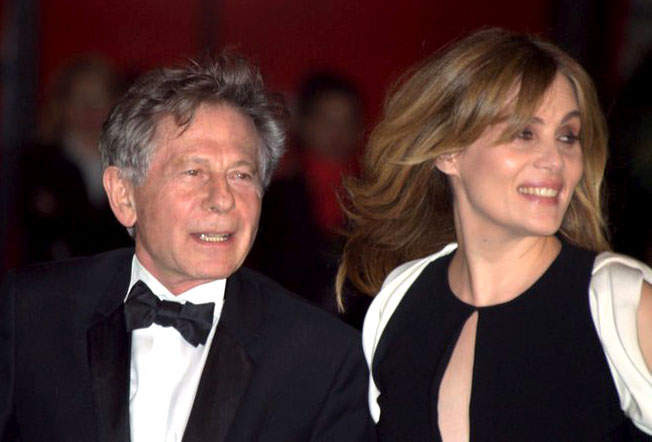
Roman Polanski y Emmanuelle Seigner colaboraron en el disco The City (1990) de Vangelis quien participaría en el siguiente proyecto del realizador: Bitter Moon (1992).

En The City (1990), su primer disco con el sello East West Records, exploró la combinación de ambientes urbanos con el minimalismo electrónico. El álbum fue grabado en diferentes sesiones en el Hotel de la Ville (Roma) y se completó en Meca Studios (París). De su carácter da testimonio la pieza «Good to See You» que en sus primeros 23 segundos solo consiste en ruidos de ciudad. En este trabajo participan con sus voces el director de cine Roman Polanski y su pareja, la actriz Emmanuelle Seigner, con quienes el griego trabajará a continuación en la película Bitter Moon.

"Este es un día en la vida de una ciudad, sus habitantes se quitan el sueño y se mueven por las concurridas calles y paseos solo para regresar a casa y (presumiblemente) comenzar el proceso una vez más. La ciudad de Vangelis es cosmopolita, mezclando con buen gusto sonidos exóticos y voces incorpóreas, a la vez futuristas pero tranquilizadoramente familiares. Donde Direct era remoto, The City es casi sensual".
Dave Connolly, sobre The City (All Music) 

En 1992, tras la tibia acogida comercial de The City, obtuvo uno de los momentos más populares de su trayectoria con la banda sonora de 1492: La Conquista del Paraíso dirigida por Ridley Scott y protagonizada por Gerard Depardieu y Sigourney Weaver. El tema central, «Conquest of Paradise», es una de las piezas más conocidas del músico, tanto que John Williams y Klaus Schulze han grabado sus propias versiones de este himno coral. También ha sido empleado en campañas publicitarias siendo adoptado este tema por el boxeador Henry Maske para sus propias campañas de imagen.

"De gran escala y de gran alcance en su alcance (...). 1492 se destaca junto al clásico Carros de Fuego de Vangelis debido a su capacidad innata de introducirse directamente en el material y proporcionar una parte integral de la película. Vangelis tiene éxito en capturar el ambiente del Siglo XV, mezclando complejas partes corales con elementos modernos, retratando algo más grande que la vida de Colón".
AllMusic sobre 1492: La Conquista del Paraíso 

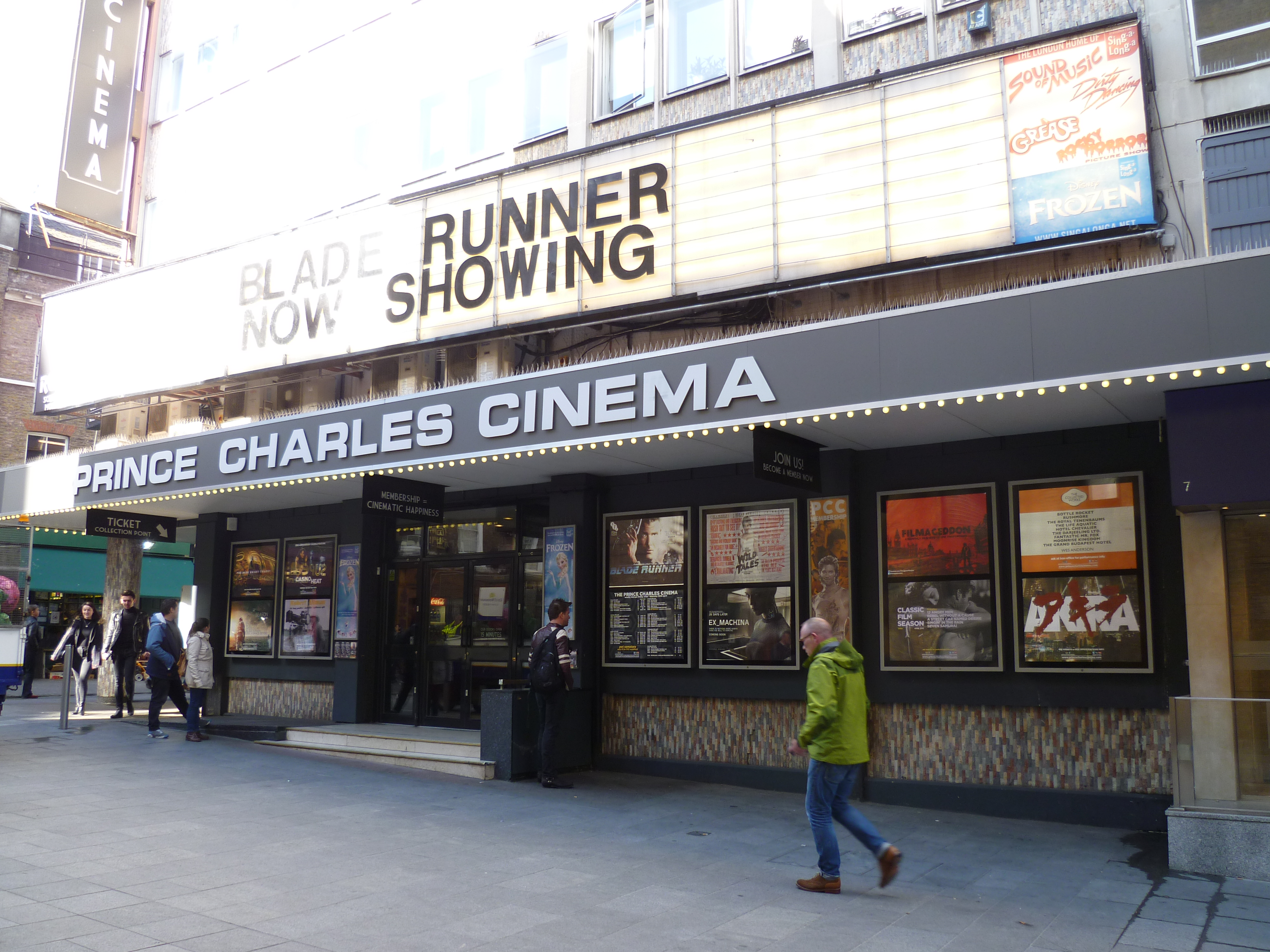
Vangelis compuso la banda sonora de la película de culto Blade Runner, que no fue publicada hasta 1992 con motivo del "montaje del director".

La colaboración con Ridley Scott en estos años no concluye con la película sobre Colón. El director británico estrena Blade Runner: el montaje del director (1992) en la que la eliminación de los monólogos de Harrison Ford da mayor notoriedad a la banda sonora. La trascendencia de este reestreno anima a Vangelis a publicar finalmente el álbum con su música original, aprovechando la ocasión para añadir algunos temas descartados en 1982, así como piezas totalmente nuevas que contienen fragmentos de diálogos entre los personajes. En la portada de Blade Runner no se especifica que se trate de la música original de la película pues el álbum en su conjunto se puede entender más como una obra conceptual que como una banda sonora al uso. Aunque los temas clásicos de la película son respetados escrupulosamente, ya que no son retocados ni regrabados, las diferentes pistas están enlazadas como venía siendo costumbre en sus obras.
A lo largo de los años noventa tuvo un mayor acercamiento a los esquemas compositivos y la gravedad de la tradición clásica, sin insistir tanto en la creación de música experimental como hiciese previamente. El disco Voices (1995) explora las posibilidades sonoras de la voz humana. Las letras de los tres temas cantados fueron escritas por los propios vocalistas: Caroline Lavelle, Stina Nordenstam y el mencionado Paul Young.

"Crea atmósferas amplias y paisajes sonoros dramáticos con ganchos de sintetizador, voces de canto y samplers. Vangelis también agrega algunas texturas experimentales y melodías suaves para cubrir sus paisajes sonoros. Este es un CD emocionante. Vangelis está en una liga con pocos compañeros. En términos de estatura y respuesta emocional, este disco atraerá a los fanáticos de Enya y Yanni".
Jim Brenholts, sobre Voices en AllMusic 

Oceanic (1996), por otra parte, es un disco conceptual sobre los océanos inspirado por las películas de nadadoras de los años 50. Es difícil calificarlo como un trabajo arriesgado si bien cosechó un aceptable éxito comercial y crítico entre los seguidores de la música New Age. Coincidiendo con su publicación apareció en Internet la que iba a convertirse en página web oficial del músico, www.vangelisworld.com, que sin embargo nunca llegó a quedar terminada y en 2018 está retirado su acceso.

"Como su título indica, Oceanic de Vangelis es un trabajo silencioso y meditativo que evoca el mar".
Jason Ankeny, sobre Oceanic en AllMusic 

Su siguiente álbum, basado casi íntegramente en una edición limitada de 3000 ejemplares para coleccionistas que se había publicado en 1995 bajo el título Foros Timis Ston Greco - A Tribute to El Greco, se trata de El Greco (1998), probablemente uno de los más logrados de su discografía. El Greco es un tributo al artista del manierismo y los sobrios ambientes religiosos y palaciegos de su época, capturando en diez movimientos el universo creativo del pintor cretense. Los movimientos III, V y VII, los relativamente más cálidos del disco, no corresponden a la partitura original del 95 sino que fueron añadidos en 1998.

"Este portentoso tributo a Domenikos Theotokopoulos divide sus diez pistas entre los movimientos separados y los explora con toda la emoción de un día en la galería de arte. Lo que significa que es muy estudioso, muy meticuloso y muy bueno para ti, pero en última instancia las (muy pocas) emociones aquí son intrínsecas".
Michael Gallucci, sobre El Greco en AllMusic 

### El nuevo siglo

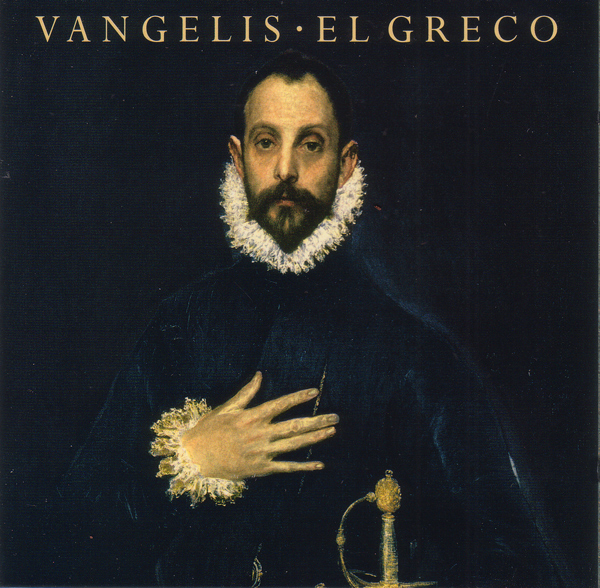
Portada del álbum El Greco de Vangelis (1998)

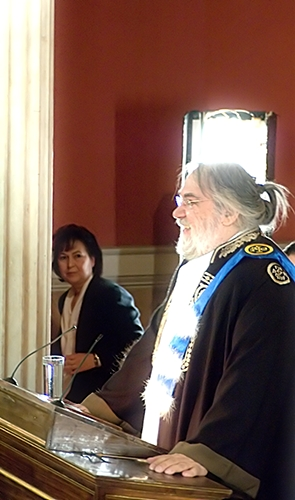
Vangelis recibió el título de Doctor Honorario de la Universidad Nacional de Atenas.

En 2001 la NASA se pone en contacto con él para encargarle la composición de un tema que sirviera de himno para la misión no tripulada a Marte en 2001: Mars Odyssey. El encargo deriva en la elaboración de un álbum, Mythodea, en parte basado en una obra anterior no publicada oficialmente. Mythodea se presentó en un concierto en vivo en Atenas, y el evento supone la primera edición de un concierto de Vangelis -poco pródigo en conciertos- en formato DVD.

"La Mitología, la ciencia y la exploración espacial son temas que me han fascinado desde mi niñez. Y siempre estuvieron conectados de alguna manera con la música que compongo. Entiendo el mundo a través de la música y creo que la música da forma al universo. La humanidad siempre ha sentido fascinación sobre el espacio, siempre ha sido curiosa. Es algo que está implantado en nosotros. Es natural querer viajar y descubrir. Es, siempre ha sido y siempre va a ser así. Somos espacio".
Vangelis, sobre Mythodea 

En 2002 se publicó el sencillo con el himno oficial de la Copa Mundial de Fútbol de 2002 celebrada en Corea y Japón, compuesto e interpretado por el artista. La composición también fue el himno en 2016 de la final de la Copa América Centenario.
Circulan también rumores sobre su participación en la película The Matrix Reloaded. No se sabe si él había creado temas originales para ella o si se pensaba utilizar temas clásicos de sus álbumes, aunque finalmente el músico aparece totalmente desligado del proyecto.

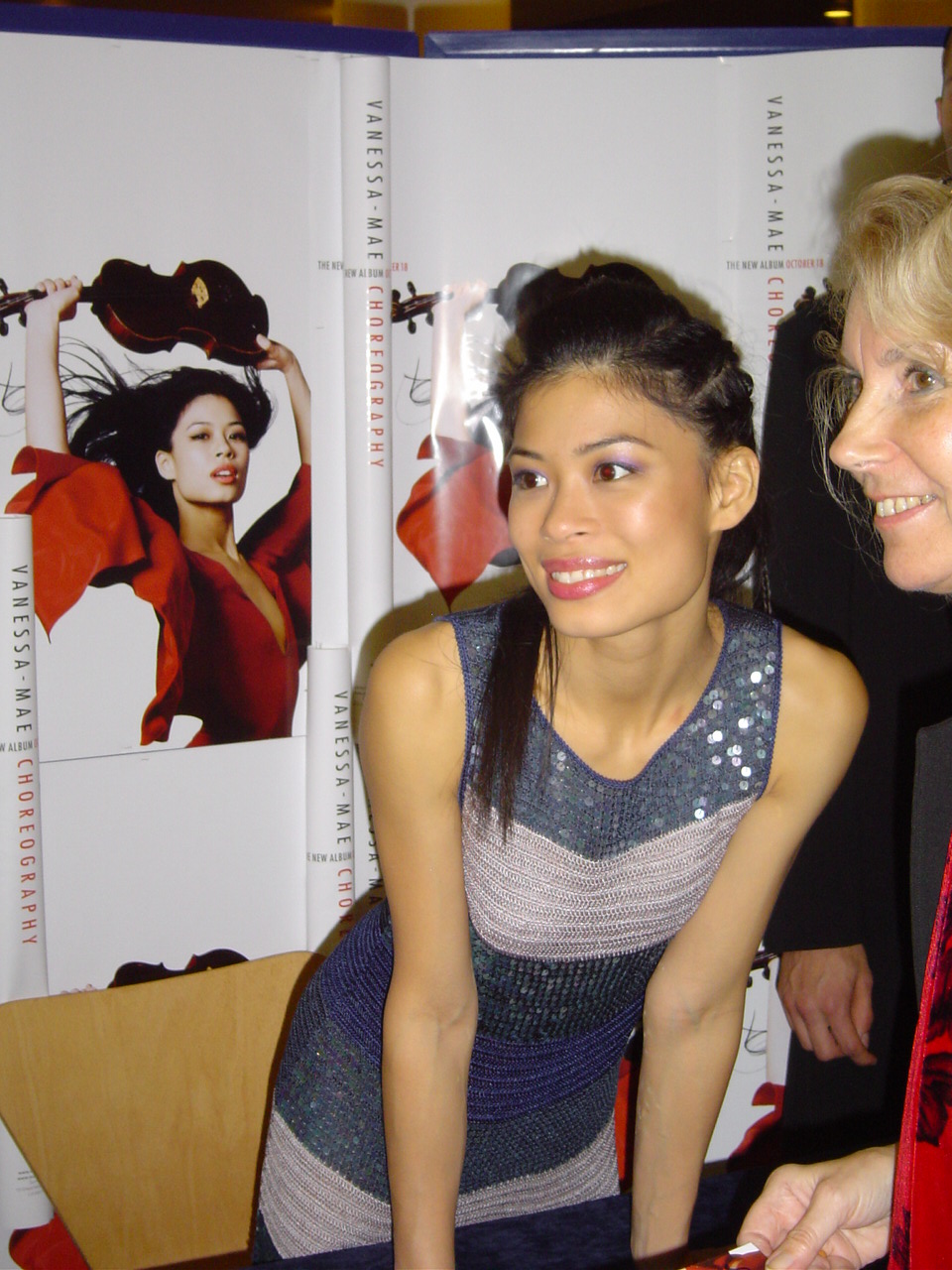
La violinista Vanessa Mae participó en la banda sonora de Alejandro Magno (2004) compuesta por Vangelis

En 2004 se publica la banda sonora original de la película Alejandro Magno dirigida por Oliver Stone, un trabajo muy ambicioso en el que su sonido se mezcla con el de una orquesta sinfónica completa. Una de sus pistas, Roxanne's Veil, había aparecido anteriormente en un álbum de Vanessa Mae, cuyo violín interpreta la melodía principal. Resultó enigmática la ausencia del músico griego en las ceremonias de inauguración y clausura de los Juegos Olímpicos de Atenas de 2004, y al parecer esto se debió al trabajo que estaba realizando para la película de Stone. La posterior aparición de Alexander, the Final Cut revela que la partitura de Vangelis era mucho más extensa que la publicada en el álbum. Vangelis asegura sentirse atraído desde un principio hacia esta obra por la evidente herencia cultural que, como griego, le vincula al personaje principal de la misma.

"Oliver (Stone) siempre ha incluido música en sus guiones y teníamos varias escenas con músicos en Macedonia, Persia, Balkh (Afganistán) y la India. A fin de lograr la autenticidad que Oliver buscaba en esas escenas, el compositor Vangelis – que tiene amplios conocimientos de la historia musical de estas zonas - compuso, grabó y produjo música original. Su potente banda sonora evoca el pasado e incorpora diversas influencias e instrumentación étnicas".
Budd Carr, supervisor musical de Alejandro Magno (2004) 

A lo largo de 2007 aparecen en el mercado dos nuevos discos suyos, el primero en homenaje a Blade Runner en el 25º aniversario de su estreno, y coincidiendo con el reestreno en cine y DVD de su versión definitiva (la quinta). El disco, llamado BR 25, expande el universo musical de la película con temas en los que colaboran Roman Polanski, Oliver Stone y Ridley Scott, entre otros personajes del mundo de la cultura y la política internacional. Forma parte de un estuche titulado Blade Runner Trilogy, y contiene también el álbum Blade Runner de 1994, junto a un tercer disco con temas de la película nunca publicados oficialmente.
El segundo trabajo de 2007 es la banda sonora original de El Greco, una coproducción hispano-griega dirigida por Yannis Smaragdis sobre la vida y obra del pintor que le da título. Protagonizada por Nick Ashdon y Juan Diego Botto la música contenida en el álbum no tiene vinculación con El Greco que Vangelis publicó en los años 90. Esta obra, editada (en principio) solo en Grecia, supone la segunda colaboración de Vangelis con Smaragdis, tras Cavafy, para la que también compuso su partitura.

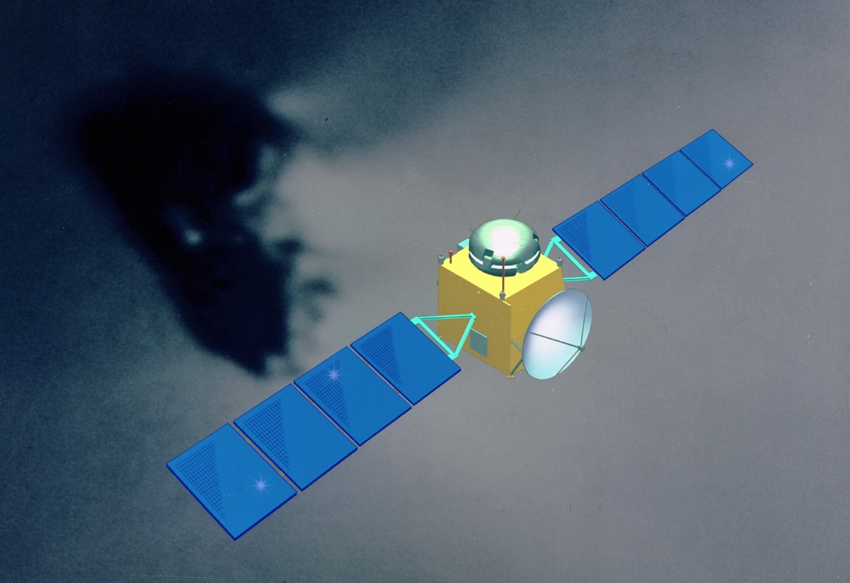
La misión Rosetta, organizada por la Agencia Espacial Europea, sirvió de inspiración para el álbum temático homónimo (2016) compuesto por Vangelis

En 2008 aportó tres nuevas piezas musicales, tituladas Sanctus, In Aeternitatem y Humanum Est, para los títulos iniciales y finales de Swiadectwo (también llamada Testimony) un filme documental polaco creado para televisión sobre Juan Pablo II.
Durante mayo de 2012 se estrenó en el Hampstead Theatre de Londres una adaptación teatral de Carros de Fuego dirigida por Edward Hall sobre una adaptación de Mike Bartlett. El mismo año Decca Records publicó el álbum bajo el título Chariots of Fire: The Play.

"Para mí es muy gratificante saber que, a través de los años, esta música parece haber dado y todavía genera tanto placer y transmite un sentimiento de optimismo a tanta gente en todo el mundo. Como siempre estoy muy agradecido por su amor y aprecio".
Vangelis, en el libreto de Chariots of Fire: The Play (2012) 

El 23 de septiembre de 2016 se publicó un nuevo álbum de estudio conceptual, Rosetta, inspirado por la misión homónima organizada por la Agencia Espacial Europea y primer trabajo original -excluyendo bandas sonoras- desde Mythodea (2001). Con motivo de su lanzamiento se publicó una página web que incluye un juego arcade inspirado en clásicos juegos como Asteroids.

## Vida personal y fallecimiento
Para un músico de su talla, poco se sabía de su vida personal y apenas concedía entrevistas a periodistas. En 2005, afirmó que "nunca estuvo interesado" en el "estilo de vida decadente" de sus días en bandas, eligiendo no consumir alcohol ni drogas. También tenía poco interés en el negocio de la música y en alcanzar el estrellato, al considerar que "el éxito y la creatividad pura no son muy compatibles. Cuanto más exitoso te vuelves, más te conviertes en un producto de algo que genera dinero". En cambio, usó su éxito para ser lo más libre e independiente posible y, a menudo, rechazó oportunidades de promover o capitalizar su fama.
Su lugar de residencia no se conocía públicamente, en lugar de establecerse en un lugar o país, optó por "viajar", aunque poseía una casa en Atenas, junto a la Acrópolis. No tuvo hijos, aunque algunas entrevistas mencionan que se casó dos veces, una de ellas con la fotógrafa Veronique Skawinska, quien produjo trabajos para algunos de sus álbumes. Una entrevista de 1982 en Backstage sugiere que antes estuvo casado con la cantante griega Vera Veroutis, quien proporcionó voces para algunos de sus discos.
Aunque era una persona muy reservada, según muchos relatos era un hombre "realmente accesible", "amable" y de "buen humor", que disfrutaba de largas reuniones amistosas, y estaba fascinado por la filosofía griega antigua, la ciencia y la física de la música y el sonido y la exploración espacial. Su principal actividad cotidiana era combinar y tocar sus instrumentos electrónicos y piano. También le gustaba pintar. Su primera exposición, con 70 pinturas, se llevó a cabo en 2003 en Almudín, Valencia, España, realizando luego una gira por América del Sur hasta finales de 2004.
En enero de 2013 circularon rumores sobre su muerte en las redes sociales Facebook y Twitter, los cuales resultaron ser absolutamente falsos. Si bien es cierto que al año siguiente, en el verano de 2014, falleció su hermano mayor, Niko, quien ejerciera labores de representación en The Forminx y fuera productor para Pentagram.
Murió el 17 de mayo de 2022, a los 79 años de edad, en París, por complicaciones derivadas del COVID-19.
El primer ministro de Grecia, Kyriakos Mitsotakis anunció el deceso del compositor a través de un mensaje en la red social Twitter:

"Vangelis Papathanassiou ya no está con nosotros. El mundo de la música ha perdido al internacional Vangelis".

Su funeral tuvo lugar el 3 de junio en el cementerio Pere Lachaise de la capital francesa. Asistieron entre otros su pareja Laura Metaxa, el director de cine Roman Polanski, la viuda del Sha de Irán Mohammad Reza Pahlaví Farah Diba y la embajadora de Grecia en Francia, Aglaia Balta. Durante la ceremonia fueron escuchados por los asistentes diversos temas compuestos por el músico a lo largo de su carrera. Los restos de Vangelis fueron posteriormente incinerados, según información brindada por sus representantes legales.

## Colaboraciones
A lo largo de su carrera en solitario, posterior a su estancia con The Forminx y Aphrodite's Child, colaboró con numerosos artistas de renombre internacional.

### Jon and Vangelis

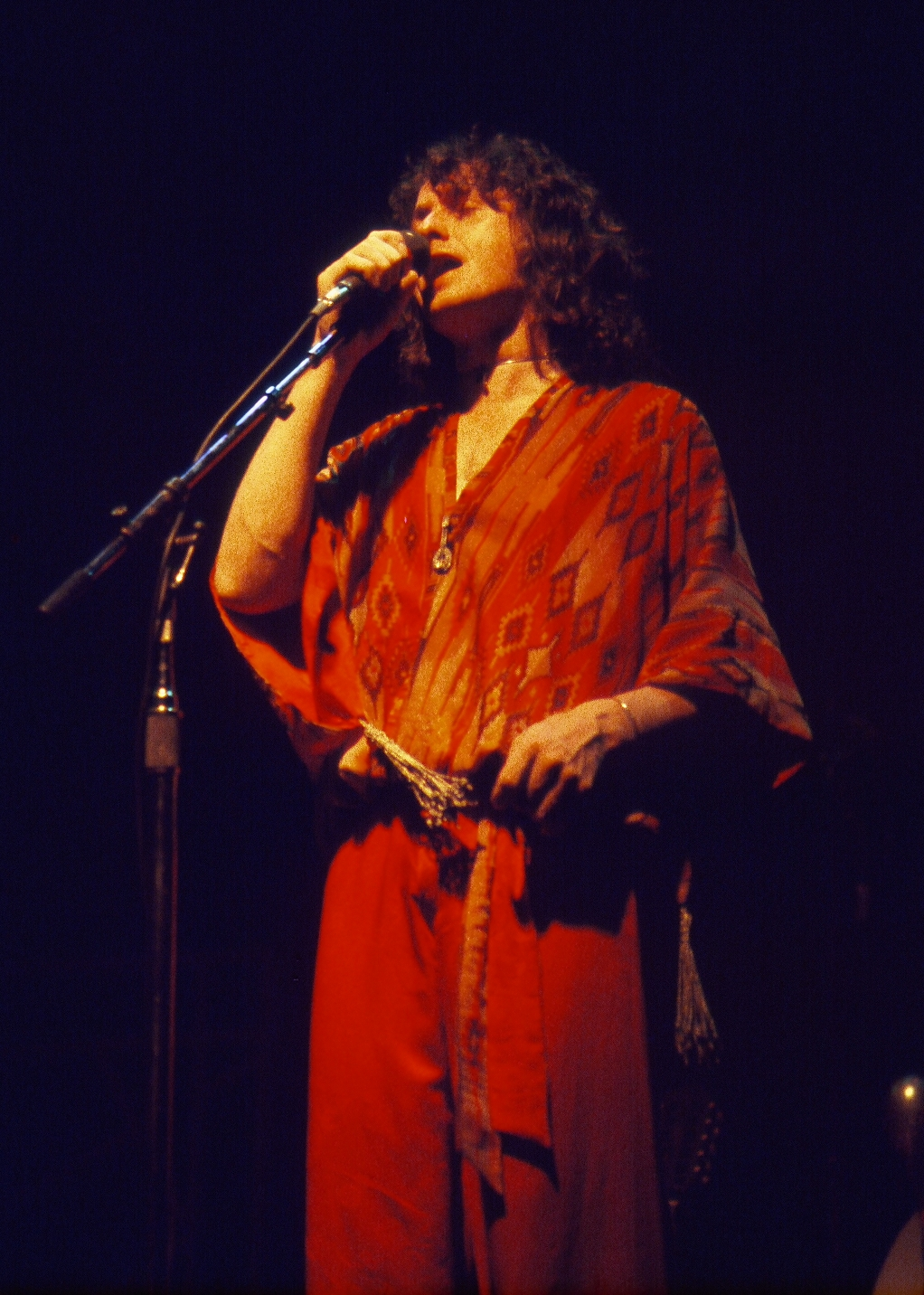
Jon Anderson (1977)

La colaboración más conocida y de mayor trascendencia fue la creación del dúo Jon and Vangelis junto al cantante Jon Anderson, vocalista de la banda de rock Yes. Tras la desaparición de Aphrodite's Child y tras el abandono de Rick Wakeman de Yes, Anderson le ofreció la incorporación como tecladista opción que declinó el artista griego para volcarse en sus proyectos en solitario. Sin embargo, fruto de su colaboración mutua en el dúo, obtuvieron varios sencillos de éxito internacional a lo largo de los años 80 del siglo XX: «I Hear You Now», «State of Independence», «I'll Find My Way Home», «Italian Song» o «And When The Night Comes».
Esta formación fue responsable de los álbumes de estudio Short Stories (1979), The Friends of Mr. Cairo (1981), Private Collection (1983) y Page of Life (1991). Anderson también aparece como invitado otros temas publicados como obras solistas de él, como «So Long Ago, So Clear» -incluida en Heaven and Hell-, en Opera Sauvage -en cuyo tema final interpreta el arpa- o en See You Later -donde se puede escuchar su voz-. Dichas colaboraciones incluyen asimismo a Demis Roussos y al saxofonista de jazz británico Dick Morrissey, colaborador habitual tanto de Anderson como de Vangelis, y notablemente en el popular «Love Theme» de Blade Runner.
Tras la primera reunificación de Yes, sucedida en 1983, Anderson trabajó con el nuevamente en 1986, pero este material vio la luz más adelante. Su último álbum de estudio hasta 2018, Page of Life (1991), no se publicó en Estados Unidos hasta 1998 cuando Anderson dio la autorización modificando la lista de temas, con la desaprobación de él, lo que puso fin a su colaboración aunque, oficialmente, el dúo nunca hiciera pública su disolución sino hasta el fallecimiento de Vangelis.

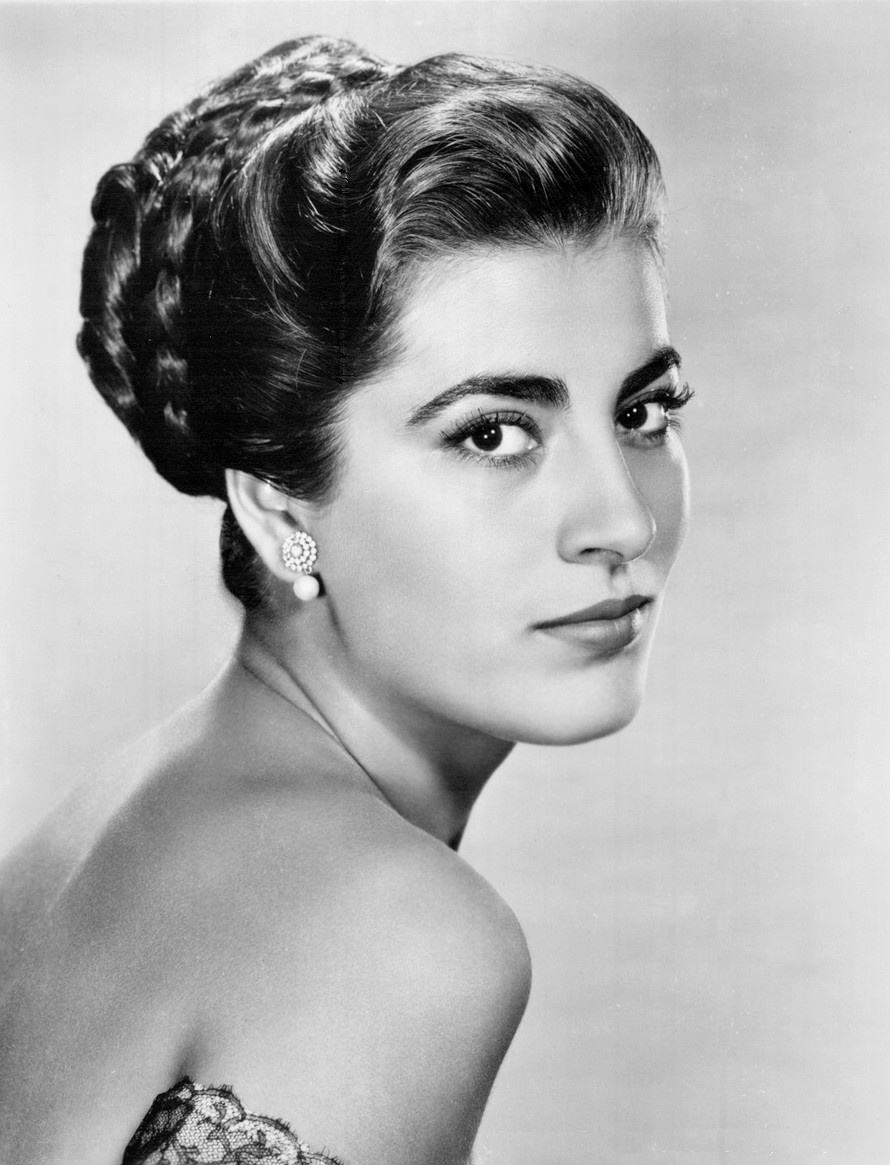
Conocida por sus labores interpretativas Irene Papas colaboró en varias ocasiones con Vangelis: en el álbum 666 de Aphrodite's Child o en los álbumes Odes y Rapsodies.

"Él es una persona maravillosa y divertida, un gran músico. Hicimos música espontánea, un estilo muy opuesto a Yes. ¡Llegamos escribir cuatro canciones en un mismo día! Es un maestro en la producción, lo que hicimos aún suena maravilloso hoy en día. Grabamos cuatro álbumes, estoy muy orgulloso de eso".
Jon Anderson, sobre Vangelis (2012) 

### Con Irene Papas
Otra importante colaboración fue el dúo formado ocasionalmente con la cantante y actriz Irene Papas, componiendo y produciendo junto a ella los álbumes Odes (1979) y Rapsodies (1986). Ambos álbumes dedicados a recuperar para la modernidad las sonoridades del folclore tradicional helénico. El primero, Odes, se centra en las canciones populares de resistencia frente al empuje otomano de siglos pasados. El segundo, Rapsodies, a abordar aspectos de la tradición cristiana griega.

### Otras colaboraciones
A lo largo de su trayectoria también colaboró con artistas de distintos estilos musicales como Montserrat Caballé, Vanessa Mae, Caroline Lavelle, Demis Roussos, Melina Mercouri, Suzanne Ciani, Riccardo Cocciante, Claudio Baglioni, Mariangela, Stina Nordenstam, Luz Casal, Michael Hoppé, Richard Anthony, Milva o Sean Connery (en el sencillo Ithaca donde el actor recita el poema homónimo de Cavafis). En 1986, la cantante internacional de origen griego Nana Mouskouri graba en francés, inglés, italiano y alemán el tema “Missing”, convirtiéndose en un título obligado de sus conciertos por el mundo, y en italiano, “Himno” (Ti ho perso). Durante su primera época como compositor, arreglista y músico de sesión también hay registros de colaboración con Vana Veroutis, Vilma Lado y Ricardo Credi, con el grupo Panda, con Patty Pravo (conocida cantante por su éxito La Bámbola), el grupo Nuovi Angeli, con Koitza Kouroukli y su grupo the Mins y con el dúo Chrisma. Generalmente dichas colaboraciones tuvieron lugar en Grecia e Italia, lugares que frecuentaba en su primera etapa, antes de su marcha a Reino Unido y la creación de su propio estudio de composición y grabación.
Mención especial merece su colaboración con Michel Huygen y Carlos Guirao, integrantes del grupo electrónico Neuronium, con quienes improvisó en directo en el programa Musical Express dirigido por Àngel Casas en Televisión Española. En 1996 se publicó el álbum A Separate Affair, integrado por tres piezas tituladas In London, de carácter ambiental e improvisado, interpretadas por Neuronium y Vangelis.

## Discografía
Álbumes y bandas sonoras
- 1970 - Sex Power (Banda sonora)
- 1971 - Hypothesis
- 1971 - The Dragon
- 1972 - Fais que ton rêve soit plus long que la nuit
- 1973 - Earth
- 1973 - L'Apocalypse des animaux (Banda sonora para televisión)
- 1975 - Entends-tu les chiens aboyer?, reeditado como Ignacio (1977) (Banda sonora)
- 1975 - Heaven and Hell
- 1976 - La Fête Sauvage (Banda sonora)
- 1976 - Albedo 0.39
- 1977 - Spiral
- 1978 - Beaubourg
- 1979 - China
- 1979 - Opera Sauvage (Banda sonora para televisión)
- 1979 - Odes (por Irene Papas y Vangelis, primer disco)
- 1979 - Cosmos (Serie documental de divulgación científica de TV, escrita por Carl Sagan, Ann Druyan y Steven Soter. Vangelis es el principal, aportando el tema de la sintonía cabecera «Heaven and Hell, 3rd Movement»).
- 1980 - See You Later
- 1980 - Short Stories (por Jon y Vangelis, primer disco)
- 1981 - The Friends of Mr Cairo (por Jon y Vangelis, segundo disco)
- 1981 - Chariots of Fire (Álbum de banda sonora)
- 1982 - Missing (Banda sonora)
- 1982 - Blade Runner (Álbum de banda sonora)
- 1983 - Antarctica (Álbum de banda sonora)
- 1983 - Private Collection (por Jon y Vangelis, tercer disco)
- 1984 - Soil Festivities
- 1984 - The Bounty (Banda sonora)
- 1985 - Mask
- 1985 - Invisible Connections
- 1986 - Rapsodies (por Irene Papas y Vangelis, segundo disco)
- 1988 - Direct
- 1990 - The City
- 1991 - Page of Life (por Jon and Vangelis, cuarto disco)
- 1992 - 1492 - Conquest of Paradise (Álbum de banda sonora)
- 1995 - Voices
- 1995 - Foros Timis Ston Greco
- 1996 - Oceanic
- 1998 - El Greco (reedición ampliada de Foros Timis Ston Greco)
- 2001 - Mythodea
- 2004 - Alexander (Álbum de banda sonora)
- 2007 - Blade Runner Trilogy. 25th Anniversary (Álbum de banda sonora, caja con 3 CD incluyendo material inédito)
- 2007 - El Greco Original Motion Picture Soundtrack (Banda sonora)
- 2012 - Chariots of Fire: The Play (Banda sonora para teatro)
- 2016 - Rosetta
- 2019 - Nocturne: The Piano Album
- 2021 - Juno to Jupiter

Sencillos editados en España
- 1976 - «Heaven And Hell, Part 1» (Riff Things) / «So Long Ago, So Clear» (RCA Victor ESP-554 Promo white label, hoja de prensa, funda de RCA)
- 1977 - «Pulstar» (Edit) / «Alph»a (Edit) (RCA PB-5027 Normal+Promo white label)
- 1978 - «To the Unknown Man» (Edit) / «To the Unknown Man» (II) (RCA Victor PB-5064 Normal+Promo white label)
- 1978 - «Red Square» / «When the Cat's Away» (Logo L-37010 Normal + Promo con hoja de prensa; sencillo firmado por "Mama 'O")
- 1981 - «Not a Bit, All of It» / «Multi-Track Suggestion» (Polydor 2002 051)
- 1981 - «Chariots of Fire» / «Eric's Theme» (Polydor 20 59 341)
- 1983 - «L'Enfant» / Cromatique / «Irlande» (Maxi-Single, Polydor 815 602-1)
- 1992 - «End Titles from "Blade Runner"» / «End Titles from "Blade Runner"» (Polydor VANGEL-7 Promo)
- 1992 - «End Titles From "Blade Runner"» / «Chariots Of Fire» / «L'enfant» (CD-Single, Polydor VANGEL 3 Promo)
- 1992 - «Chariots Of Fire» / «Chariots Of Fire» (Polydor 863 220-7 Promo white label)

Compilados
- 1978 - The Best of Vangelis
- 1989 - Themes (con temas inéditos)
- 1991 - Greatest Hits
- 1992 - Best of Vangelis
- 1994 - Best Selection
- 1994 - The Collection
- 1995 - Best in Space
- 1995 - Space Themes
- 1996 - Themes II
- 1996 - Gift
- 1996 - Portraits (So Long Ago, So Clear) (con temas inéditos)
- 1997 - The Best of Vangelis
- 2000 - Reprise 1990-1999 (con temas inéditos)
- 2002 - Cosmos
- 2002 - The Best of Vangelis
- 2003 - The Best of Vangelis
- 2003 - Odyssey: The Definitive Collection (con temas inéditos)
- 2012 - The Collection

### Con The Forminx
- 1976 - The Forminx (compilado con los sencillos de 1964-1965)

### Con Aphrodite's Child
Álbumes
- 1968 - End of the World
- 1969 - It's Five o'Clock
- 1972 - 666 (The Apocalypse of John, 13/18)

Sencillos editados en España
- 1968 - «Rain and Tears» / «Don't Try to Catch a River» (Mercury Records 132 501 MCF mono)
- 1968 - «End of the World» / «You Always Stand in My Way» (Mercury Records 132 502 MCF mono)
- 1969 - «I Want to Live» / «Magic Mirror» (Mercury Records 132 505 MCF mono)
- 1969 - «Let Me Love, Let Me Live» / «Marie Jolie» (Mercury Records 132 506 MCF mono)
- 1970 - «It's Five o'Clock» / «Funky Mary» (Mercury Records 51 32 508 MCF mono)
- 1970 - «Spring Summer Winter and Fall» / «Air» (Mercury Records 60 33 003 MCF mono)
- 1972 - «Babylon» / «Break» (Vertigo 60 32 900)

### Con Irene Papas
Álbumes
- 1979 - Odes
- 1986 - Rapsodies

### Jon and Vangelis
Álbumes
- 1980 - Short Stories
- 1981 - The Friends of Mr Cairo
- 1983 - Private Collection
- 1991 - Page of Life

Sencillos editados en España
- 1980 - «I Hear You Now» (Edit) / «Thunder» (Polydor 20 59 196)
- 1981 - «The Friends of Mr Cairo» (Versión Single) / «Back to School» (Polydor 20 59 354)
- 1981 - «I'll Find My Way Home» / «Beside» (Polydor 2002 109, copias para los medios incluyen hoja de prensa)
- 1983 - «Deborah» / «Song Is» (Polydor 813 837-7)
- 1983 - «He Is Sailing» / «Polonaise» (Polydor 815 097-7)
- 1984 - «State of Independence» (Edit) / «The Friends of Mr Cairo» (Versión Single) (Polydor 881 152-7)

### Con Neuronium
- 1996 - A Separate Affair

### Otros trabajos
- 1968 - The Clock / Our Love Sleeps on the Waters (Zodiac - Grecia; "Vangelis Papathanassiou and His Group")
- 1971 - Astral Abuse / Who Killed? (BYG - Francia;  sencillo como "Alpha Beta")
- 1974 - Who / Sad Face (WWA - Reino Unido; sencillo como "Odyssey")
- 1978 - Hypothesis (sesiones de 1971 con Brian Odger, Giorgio Gomelsky y otros, edición no autorizada)
- 1978 - The Dragon (de las mismas sesiones de Hypothesis, edición no autorizada)
- 1978 - Red Square / When the Cat's Away (Logo - Reino Unido; sencillo firmado como "Mama O")
- 1981 - Don't Be Foolish / Doesn't Matter (Polydor - Reino Unido; sencillo de Peter Marsh & Vangelis)
- 1984 - Silent Portraits (Spheric - Reino Unido; disco acompañando a un libro fotográfico de Gian Paolo Barbieri)
- 2002 - Anthem 2002 FIFA World Cup (Sony - Japón)
- 2003 - Ithaca (con recitado de Sean Connery, suplemento de un libro de la esposa de Connery)
- 2008 - Swiadectwo Muzyka Filmowa (KO - Polonia, 4 temas del disco compartido junto a Robert Janson)

## Premios y nominaciones
Premios Óscar
| Año  | Categoría                   | Película        | Resultado |
| ---- | --------------------------- | --------------- | --------- |
| 1982 | Mejor banda sonora original | Carros de fuego | Ganador   |